# Farra d’Alpago
Farra d’Alpago – miejscowość i gmina we Włoszech, w regionie Wenecja Euganejska, w prowincji Belluno.
Według danych na styczeń 2009 gminę zamieszkiwało 2846 osób przy gęstości zaludnienia 69,1 os./1 km².